# Daniel Montbars
Daniel Montbars, conosciuto anche come Montbars lo Sterminatore (1645 – 1707 circa), è stato un pirata francese.

## Vita e carriera
Daniel Montbars era originario della Linguadoca e proveniva da una famiglia agiata. Secondo una diffusa leggenda, la lettura di un testo del domenicano Bartolomé de Las Casas, in cui si descrivevano le atrocità commesse dai conquistadores contro le popolazioni native del Nuovo Mondo, avrebbe suscitato in Montbars un odio viscerale contro gli spagnoli.
Montbars si arruolò nella Marina francese e combatté nella guerra di devoluzione. Salpato da Le Havre nel 1667 alla volta del Nuovo Mondo, il suo convoglio fu distrutto presso Santo Domingo da una flotta spagnola e suo zio, un ufficiale francese, fu ucciso. Montbars riuscì però a mettersi in salvo e a raggiungere Tortuga, dove si unì ai bucanieri. Assieme a loro continuò a lottare contro gli spagnoli, facendosi un nome come pirata efferato e implacabile, tanto da guadagnarsi il soprannome di "Sterminatore". Uno dei supplizi cui sottoponeva i suoi prigionieri consisteva nell'aprirgli la pancia, tirarne fuori l'intestino e inchiodarlo ad un palo, infine colpirli con una torcia accesa per costringerli a ballare fino alla morte.
Daniel Montbars partecipò alle maggiori spedizioni dei bucanieri contro gli insediamenti spagnoli caraibici, tra cui Porto Caballo, Maracaibo, Gibraltar, Veracruz e Cartagena. Pare avesse messo da parte una cospicua fortuna, che avrebbe nascosto da qualche parte sull'isola di Saint Barthelemy. Sparì dalla circolazione attorno al 1707.